# 429 f.Kr.
| 429 f.Kr.          |
| ------------------ |
| Dødsfald - Fødsler |

## Begivenheder
- Den peloponnesiske krig brød ud mellem Det Deliske Søforbund og Den Peloponnesiske Liga